# Paraterpna harrisoni
Paraterpna harrisoni là một loài bướm đêm trong họ Geometridae.